# Black Reign (EP)
| Оценки критиков                         | Оценки критиков |
| Источник                                | Оценка          |
| --------------------------------------- | --------------- |
| Cryptic Rock                            | [ 1 ]           |
| Games, Brrraaains & A Head-Banging Life | 7,5/10          |

Black Reign — мини-альбом американской хеви-метал группы Avenged Sevenfold, выпущенный 21 сентября 2018 года лейблом Warner Bros. Records. В альбоме собраны песни, созданные группой для серии компьютерных игр Call of Duty: Black Ops.

## Предыстория
В сентябре 2018 года группа объявила, что выпустит все песни, написанные специально для серии игр Call of Duty: Black Ops, в одном мини-альбоме, в том числе новый сингл, созданный для Black Ops 4, а также песню «Jade Helm», которая была доступна только в игре Black Ops III.
23 сентября 2018 года М. Шэдоус выложил пост на Reddit группы, в котором он ответил на критику в сторону работы над сведением песни «Mad Hatter». В этом же сообщении он выложил в открытый доступ обновлённую версию песни и пообещал, что её заменят на всех радиостанциях и стриминговых сервисах.

## Музыкальный стиль
М. Шэдоус рассказал журналистам Kerrang! об альбоме в целом и новой песне «Mad Hatter» в частности следующее: «Мы решили, что стоит попробовать создать что-то более значительное, тёмное и глубокое». Также он сообщил: «У нас очень хорошие отношения с командой Treyarch. Быть членами семьи — большая честь для нас, и мы с нетерпением ждём, когда люди смогут насладиться новой главой в этой историей и нашим в неё вкладом».

## Список композиций
Слова и музыка всех песен — Avenged Sevenfold.
| №                   | Название                                       | Написана для                       | Длительность |
| ------------------- | ---------------------------------------------- | ---------------------------------- | ------------ |
| 1.                  | «Mad Hatter»                                   | Call of Duty: Black Ops 4 (2018)   | 5:03         |
| 2.                  | «Carry On»                                     | Call of Duty: Black Ops II (2012)  | 4:15         |
| 3.                  | «Not Ready to Die» (из карты Call of the Dead) | Call of Duty: Black Ops (2010)     | 7:05         |
| 4.                  | «Jade Helm» (инструментальная композиция)      | Call of Duty: Black Ops III (2015) | 4:51         |
| Общая длительность: | Общая длительность:                            | Общая длительность:                | 21:14        |

## Участники записи
- М. Шэдоус — вокал
- Синистер Гейтс — соло-гитара, бэк-вокал
- Заки Вэндженс — ритм-гитара, бэк-вокал
- Джонни Крайст — бас-гитара
- Эрин Элахай — ударные на песнях «Carry On», «Not Ready to Die»
- Брукс Вакерман — ударные на песнях «Mad Hatter» и «Jade Helm»